# 케임브리지 시티 FC
케임브리지 시티 FC(영어: Cambridge City Football Club)는 현재Division One Midlands에 소속되어 있는 영국 케임브리지셔주의 축구 클럽이다. 1908년 케임브리지에서 캠브리지 타운 FC로 결성된 클럽은 1922년에서 2013년 사이에 케임브리지의 시티 그라운드에서 홈 경기를 치렀고 1951년 캠브리지가 시로 바뀌자 이름을 현재의 이름으로 변경했다. 2013년부터는 히스톤의 브릿지 로드 (2013–15, 2018–2023)와 세인트 아이브스 타운의 웨스트우드 로드에서 홈경기를 열며 2024년, 서스톤에 새로운 구당이 건설 중이며 개장 예정이다.

## 역사
캠브리지 시티는 1908년 캠브리지 타운 FC이라는 이름으로 처음 창단되었다. 캠브리지는 그 시점에서 도시가 아니었으며, 아마추어 스포츠에 전념했기 때문에 저러한 명칭을 사용한 것이다. 클럽은 남부 아마추어 풋볼 리그에 소속되어 입스위치 타운과 치열한 라이벌전을 벌였었다.1912년에는 US 투르켄노이즈른 4-1로 꺾고 1912년 챌린지 인터내셔널 뒤 노드에서 우승을 차지 했다. 1935년에 새로 결성된 동부 카운티 리그로 초대받았지만 초대를 거절하고 대신 스파르탄 리그에 가입하게 된다.
제2차 세계 대전 후 축구가 재개되면서 케임브리지 타운은 스파르타 리그에서 1945년과 1950년 사이에 대회에서 3번 우승한 후 1950-51 시즌 아테네 리그에 합류했다. 케임브리지는 1951년에 도시로 변경되었다. 그렇기에 케임브리지 타운과 같은 지역의 애비 유나이티드는 이름을 캠브리지 시티로 변경하기로 했다. 케임브리지 타운의 신청서가 먼저 도착하여 애비 유나이티드가 이름을 케임브리지 유나이티드 FC로 변경했고 케임브리지 타운은 이 때부터 케임브리지 시티 FC라는 이름을 사용했다. 풋볼 리그 지원 기회를 거절한 지 22년 후인 1958년, 케임브리지 시티는 서던 리그 남동부 지역에 프로 클럽으로 합류했다. 클럽은 계속해서 1959년과 1974년 사이에 풋볼 리그에 가입하기 위해 5번의 지원을 했으나 모두 실패했다.
1962-63년에 서던 리그 챔피언이었고 1968년까지 강등되어 세미프로가 될 때까지 리그의 상위 디비전에 머물렀다. 1969-70 년에 디비전 원 준우승 자리를 마친 후 프리미어 디비전으로 다시 승격되었고 프리미어 디비전에서 돌아온 첫 시즌에 2 위를 차지했다.
케임브리지 유나이티드는 1970년에 풋볼 리그에 선출되었고, 그 시점부터 시티는 도시 간 라이벌만큼 많은 서포터를 유치하기 위해 고군분투했다. – 1980년대 초, 맨유가 2부 리그에서 장기간의 시간을 보냈을 때, 맨시티는 매 경기당 200명 미만의 서포터를 유치했다.  1975–76은 클럽 역사상 두 번째로 사우스턴 리그의 디비전 원 노스로 강등되었다. 1979-80년까지 그곳에 머물렀고, 리그 구조를 재편성하여 새로 결성된 내셔널리그와 리그간의 연결을 위해 시티를 미드랜드 디비전에 배치했다. 1982-83 시즌에 서던 디비전으로 전환되었고 1985-86년에는 시티가 골 차이로 디비전에서 승리하면서 다시 프리미어 디비전으로 승격하게 되었다. 1980년대 후반부터 90년대 초반까지 시티는 프리미어 디비전의 선두에서 경쟁했다.
시타는 1996년 5월 마지막 날 강등을 겪었지만 유예되었다. 1999년 강등에서 또 한 번의 유예를 포함하여 리그에서 좋지 않은 후반기를 보낸 지 몇 시즌 후, 시티의 리그 형태는 적절한 시기에 개선되었고 클럽은 2004-05년 내셔널리그의 새로 만들어진 내셔널리그 사우스에 합류했으며 FA 컵에서도 초반 긍정적인 성과를 얻었고– 2005년 유나이티드가 리그에서 강등된 후 두 케임브리지 클럽은 단 한 리그 단계만큼만 떨어져 있었다. 그러나 클럽은 재정적 어려움에 직면했고 클럽의 시티 그라운드는 잠시 클럽 이사였던 브리이언 요크와 연결된 로스 리버라는 Isle of Man 회사에 매각되었다. 당시 이사회는 1군 팀을 폐기하고 캠브리지 유나이티드의 리저브팀으로 만드는 것이라고 발표했다. 클럽은 로스 리버를 법정으로 데려갔고, 그곳에서 클럽이 사기성 허위 진술과 뇌물의 피해자라는 판결을 받았다. – 전 CEO 아르투르 이스트햄은 브라이언 요크로부터 £10,000를 받았다. 하지만 본래의 거래는 뒤집히지 않았다.
2008년 5월, 시티는 그라운드가 FA 검사에 실패한 후 컨퍼런스 사우스에서 2008-09 시즌 동안 서던 풋볼 리그로 강등되었다. 2019-20년에 이스미언 리그로 전환되어 계속해서 해당 리그 소속으로 남아 있다.

## 색상 및 배지
전통적으로 흰색 셔츠를 입고 경기를 하여 "The Lilywhites"라는 별명이 붙혀졌다. 현재 원정 유니폼은 하늘색 셔츠, 하늘색 반바지, 하늘색 양말이다.
클럽은 케임브리지 시의 문장을 배지로 사용한다. 강을 가로지르는 요새화된 다리가 특징이다.

## 경기장
시티 그라운드("밀턴 로드" 라고도 함)는 1922년 4월 29일부터 2013년 4월 27일까지 케임브리지 시티의 홈그라운드였으며 약 0.62마일(1 km) 정도 북쪽으로 떨어진 체스터튼 지역에 위치한다. 원래의 경기장은 풋볼 리그 밖에서 가장 큰 경기장 중 하나였으며 1950년 2월 11일 레이튼스튼과의 경기에서 기록된 최고 관중 수는 12,058명이었지만 수용 인원은 16,000명을 초과하는 것으로 추정되었다. 1980년대 중반, 원래 땅이 있던 땅의 일부가 재개발을 위해 팔렸고, 남은 땅에 새로운 곳에 세워졌다. 수용인원은 700석에 약 3,000석이었다.
클럽은 이전 이사회가 시장 가치보다 낮은 가격에 매각한 땅을 놓고 주인과 법적 분쟁을 벌였었다. 고등법원은 구단이 사기성 허위 진술을 했다고 판결했고, 구단은 개발 수익의 50%를 받게 된다.
2010년 2월, 2010-2011 시즌 동안 약 13마일 떨어진 뉴마켓의 크리켓 필드 로드 경기장에서 뉴마켓 타운과 3년 그라운드 공유를 발표했다. 경기장은 필요 기준치에 도달하기 위해 작업이 필요했으며, 캠브리지 시티는 캠브리지에 더 가까운 경기장을 찾도록 했다. 경기장 공유는 여러 번 연기되었고 2013년 4월에 클럽이 이웃 히스톤과 2년 그라운드 공유에 동의했으며 시티는 2013-14 시즌 초반부터 브릿지 로드를 공유한다고 발표했다. 2015년부터 18년까지 웨스트우드 로드 스타디움에서 St 아이브스 타운과 경기장을 같이 사용 했다. 임시 단기 계약을 위해 웨스트우드 로드로 다시 돌아오기 전에 지난 시즌까지 시즌이 시작될 때 사용되었던 히스톤과의 경기장 공유 몫을 환원받았다.
| 연도 | 경기장                                                                                       |
| ---- | -------------------------------------------------------------------------------------------- |
|      | 퍼벡 로드                                                                                    |
|      | 힐스로드 브리지 그라운드                                                                     |
|      | 지저스 칼리지                                                                                |
|      | 그레인지 로드 - 코퍼스 크리스티 - 막델린 대학 - 파커스 피스 - 세인트 존스 칼리지 - 합병 도로 |
|      | 어메이게이션 로드—올드 카운트리 그라운드                                                     |
|      | 트리니티 뉴 그라운드                                                                         |
|      | 시티 그라운드 (밀튼 로드)                                                                    |
|      | 브리지 로드, 히스톤                                                                          |
|      | 웨스트우드 로드, 세인트 아이브스                                                             |
|      | 브리지 로드, 히스톤                                                                          |
|      | 웨스트우드 로드, 세인트 아이브스                                                             |

### 향후 계획
2012년, 클럽 회장인 렌 사첼이 계획 허가 승인 결정에 대한 공개 협의 및 항소 후 캠브리지에서 남쪽으로 9km/6마일 떨어진 마을인 쏘스턴에서 35에이커의 토지를 구입하여 커뮤니티 시설과 함께 새로운 3,000석 규모의 경기장을 지었다고 발표했다.  새로운 경기장 계획은 2019년 시의회의 승인을 받고 2021년 1월에 착공하여 2024년에 개장할 예정이다

## 선수 명단

### 현역
2023년 1월 27일  기준
참고: FIFA 자격 규정에 따라 소속된 국가대표팀 국기를 표시합니다. 선수는 복수의 FIFA 비회원국 국적을 가지고 있을 수 있습니다.
| 번호 | 포지션 | 국적     | 이름            |
| ---- | ------ | -------- | --------------- |
| —    | GK     | 잉글랜드 | 조 웰시         |
| —    | GK     | 잉글랜드 | 케일럽 챈들러   |
| —    | DF     | 잉글랜드 | 요 오포수       |
| —    | DF     | 잉글랜드 | 티일러 패리     |
| —    | DF     | 잉글랜드 | 애드 테셀       |
| —    | DF     | 잉글랜드 | 잭 배터스비     |
| —    | MF     | 잉글랜드 | 벤 브래들리     |
| —    | MF     | 잉글랜드 | 미이키 데이비스 |
| —    | MF     | 잉글랜드 | 스테판 브로콜리 |
| —    | MF     | 잉글랜드 | 사이먼 스윈튼   |
| —    | MF     | 잉글랜드 | 이삭 메이나드   |
| —    | MF     | 잉글랜드 | 스콧 브릿지스   |
| —    | MF     | 잉글랜드 | 토미 뤽비       |
| —    | MF     | 잉글랜드 | 라이언 스위프트 |
| —    | FW     | 잉글랜드 | 톰 왐슬리       |
| —    | FW     | 잉글랜드 | 라이언 잉그레이 |
| —    | FW     | 잉글랜드 | 다니엘 코튼     |

## 수상
- 남부 리그
  - 우승: 1962–63
- 남부 리그 남부 디비전
  - 우승: 1985–86
- 남부 리그 컵
  - 우승: 2009–10
- 스파르탄 리그 동부 디비전
  - 우승: 1945–46, 1947–48, 1948–49
- 베리 & 디스트릭트 리그
  - 우승:1909–10, 1910–11, 1920–21
- 케임브리지셔 인비테이션 컵
  - 우승(15) : 1950–51, 1976–77, 1978–79, 1983–84, 1985–86, 1988–89, 1989–90, 1992–93, 1999–00, 2002–03, 2006–07, 2007 –08, 2008–09, 2014—15, 2016—17
- 케임브리지셔 프로페셔널 컵
  - 우승: 2007–08, 2010–11, 2011–12, 2016–17
- 서포터즈 다이렉트 컵
  - 공동 우승: 2007
- 아마추어 풋볼 얼라이언스 시니어 컵
  - 우승: 1930–31, 1946–47, 1947–48, 1948–49, 1949–50
- 남부 아마추어 풋볼 리그
  - 우승: 1920–21, 1927–28, 1928–29, 1930–31, 1931–32
- 챌린지 인터내셔널 뒤 노르
  - 우승: 1912
- 서퍽 시니어 컵
  - 우승: 1909–10

## 기록
- 최고 레벨 리그
  - 2004–05 컨퍼런스 사우스 2 위
- FA컵
  - 2라운드: 2004–05
- FA 트로피
  - 5라운드: 2004-05
- FA 아마추어 컵
  - 준결승: 1927–28

- 참가 기록: 12,058 vs 레이톤스톤, FA 아마추어 컵 1라운드, 1949–50[17]
- 최고 이적료 수입: 닐 해리스 → 밀월 £100,000, 1998[17]
- 최고 이적료 지출: 폴 코에, 러시든 & 다이아몬즈 £8,000, 1994[17]

## 리저브팀
케임브리지 시티의 리저브팀은 1959년에 이스턴 카운티 리그에 가입했고 2004년에 디비전 1 타이틀을 획득했었다. 이후 2006년에 리그에서 새로 결성된 피더 클럽인 케임브리지 지역 대학 FC로 대체되었다. 개편된 캠브리지 시티 리저브 팀은 밀턴 로드에서 창단되어 2012/2013 시즌에 커쇼 시니어 A 리그에서 챔피언으로 승격했다. 밀턴 로드에서 다른 곳으로 이동한 후 앞으로의 홈구장 마련에 대한 불확실해 한던 중, 지역 측 코튼햄과의 시설을 공유하기 위한 계약이 발표되었다.
- 1959–60 동부 카운티 리그 가입
- 1961–62 준우승
- 1963–64 메트로폴리탄 리그 가입
- 1965–66 동부 카운티 리그에 재가입
- 1966년 레프트 이스턴 카운티 리그
- 1973–74 동부 카운티 리그 재가입
- 1976 레프트 이스턴 카운티 리그
- 1991–92 동부 카운티 리그, 디비전 1에 다시 합류
- 1995 레프트 이스턴 카운티 리그
- 1996–97 동부 카운티 리그 재가입
- 1998 레프트 이스턴 카운티 리그
- 1999–2000 동부 카운티 리그 재가입
- 2003–04 동부 카운티 리그 디비전 1 챔피언; 프리미어 디비전으로 승격
- 2012–13 Kershaw 시니어 A 리그 챔피언; 커쇼 프리미어 디비전으로 승격
- 최고의 리그 순위: 동부 카운티 리그 2위, 1961–62

## 같이 보기
- 케임브리지 시티 FC 역대 시즌